# Calliandra houstoniana
Calliandra houstoniana  es una especie de planta medicinal perteneciente a la familia de las fabáceas. Originaria de México y Centroamérica se ha introducido ampliamente en los trópicos del mundo, y en parte naturalizada.

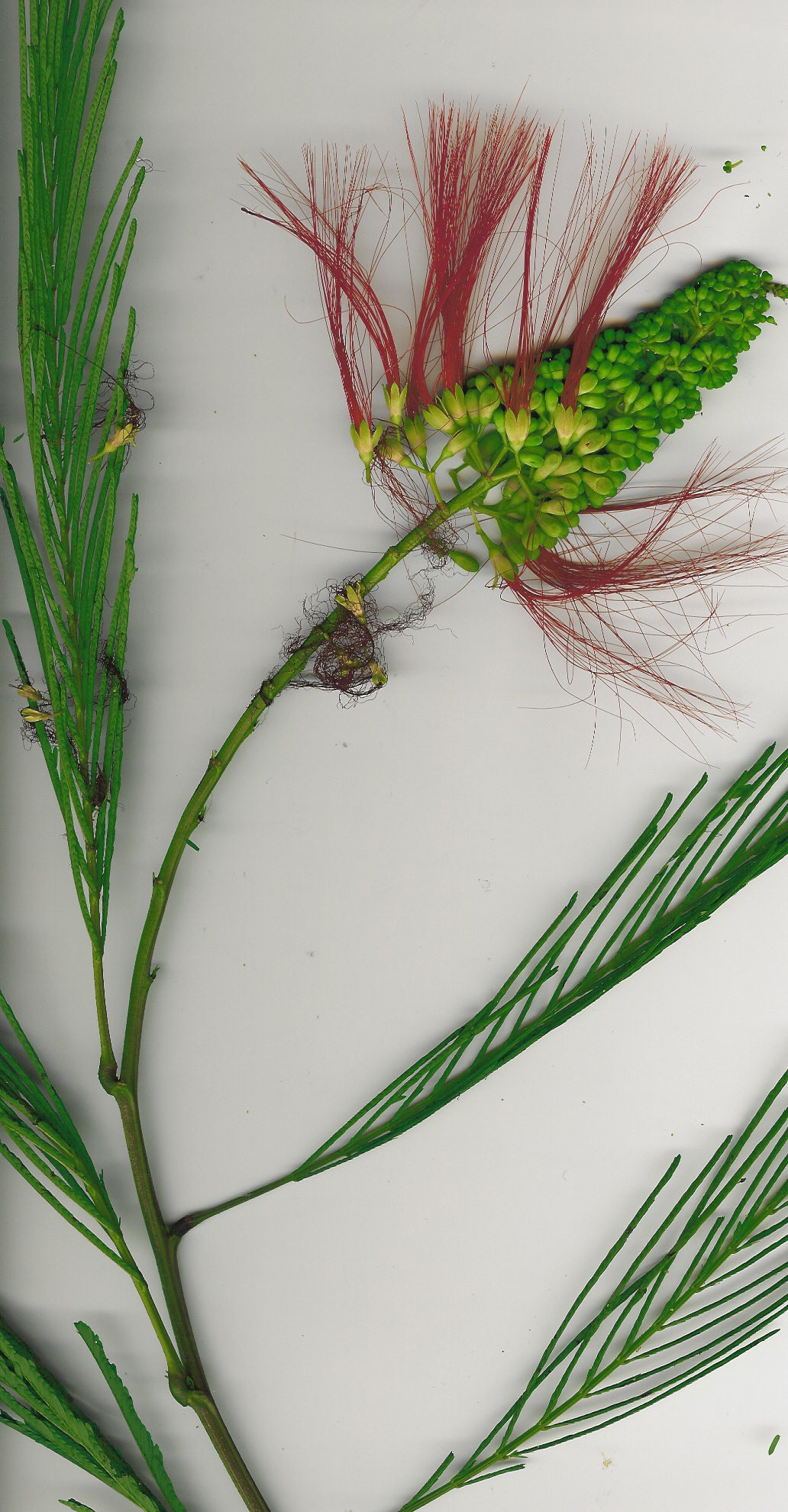

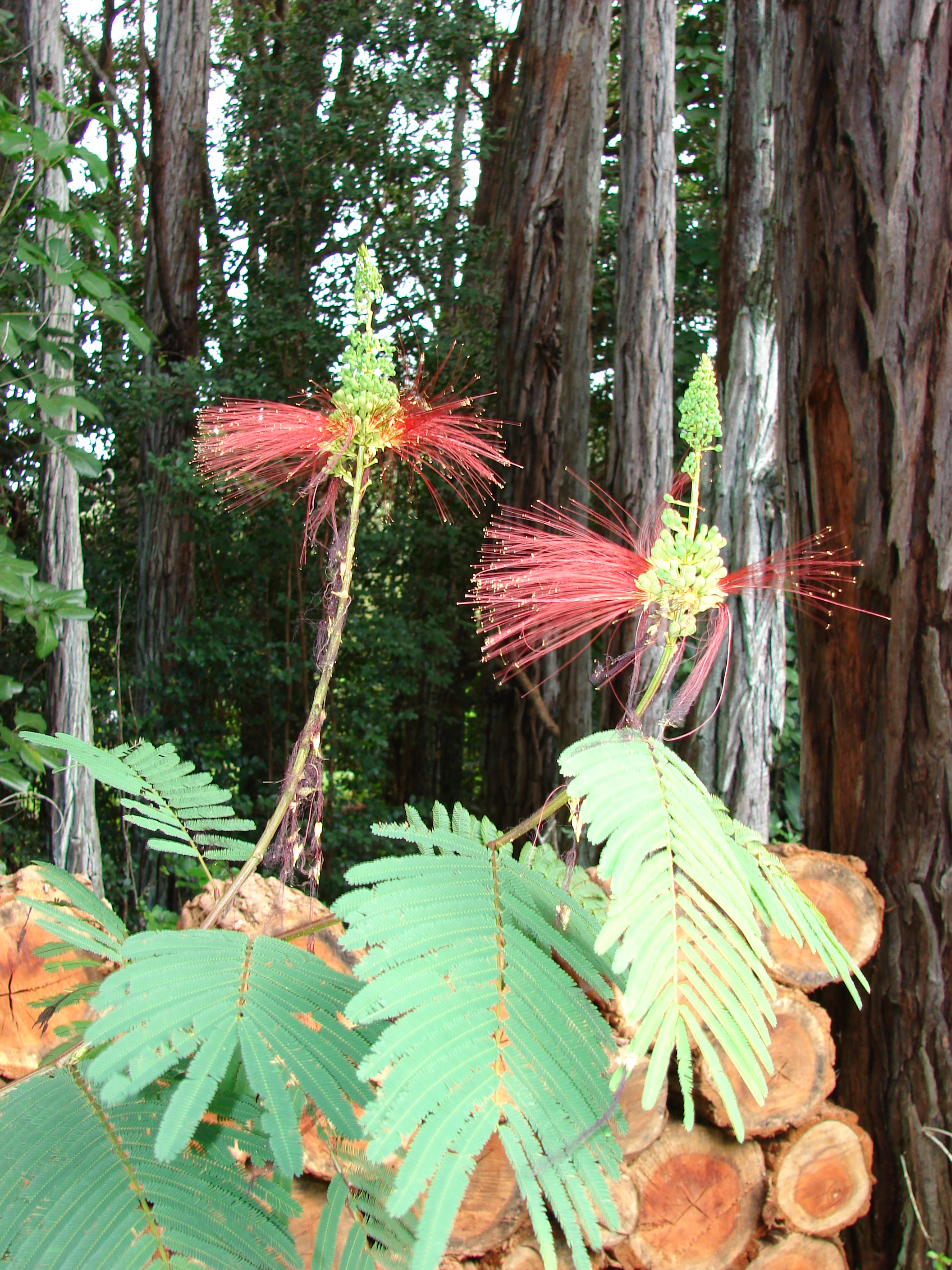
Vista de la planta

## Descripción
Es un arbusto o arbolillo, generalmente cubierto con pelillos, menos en el haz de las hojas. Alcanza un tamaño de hasta 6 m de alto. El tallo, generalmente con pocas ramitas erectas donde crecen las flores. Las hojas son  alternas, de hasta 25 cm de largo, son compuestas (parecen ramas) y consisten en un eje principal (llamado raquis) cubierto de pelos café-rojizo-oscuros, de donde parten de 5 a 15 pares de ejes secundarios (llamados raquillas), de hasta 12 cm de largo, sobre los que se ubican, apretadamente, de 35 a 63 pares de hojillas (llamadas folíolos) angostas, de hasta 11 mm de largo, con la base asimétrica.
Las inflorescencias son conjuntos de 3 a 7 flores sésiles o casi sésiles sobre cortos pedúnculos que se ubican en grupitos a lo largo de la parte terminal del tallo, formando en conjunto una gran panícula terminal de hasta 30 cm de largo. Las flores son vistosas, el cáliz acampanado, terminado en 5 dientes poco evidentes; la corola verdosa, es acampanada y dividida hacia el ápice en 5 lóbulos triangulares, cubiertos con pelos rojizos y recostados sobre la superficie; estambres numerosos unidos en la base, muy largos (de hasta 8 cm), color rojo (oscuro o brillante) muy vistosos; el estilo parecido a los estambres pero más grueso y largo.
Los frutos son legumbres de hasta 12 cm de largo, angostas, rectas o casi rectas, planas con los márgenes gruesos, de color café-rojizo, cubiertas de abundantes pelos; en la madurez sus dos paredes se separan y se curvan hacia atrás. Semillas oblongas, aplanadas.

## Propiedades
Indicaciones: utilizado como febrífugo. Se usa la corteza.
Usos: Se promueve para sombra, p.ej. en cafetales, y como parte de sistemas agroforestales en el trópico, como alimento de ganado, abono verde y fuente de leña. La corteza se considera medicinal. Fue recomendado por una farmacopea norteamericana antigua. 

## Taxonomía
Calliandra houstoniana fue descrita por (Mill.) Standl.  y publicado en Contributions from the United States National Herbarium 23(2): 386. 1922.
Etimología
Calliandra: nombre genérico derivado del griego kalli = "hermoso" y andros = "masculino", refiriéndose a sus estambres bellamente coloreados.
houstoniana: epíteto geográfico
Variedades
- Calliandra houstoniana var. acapulcensis (Britton & Rose) Barneby
- Calliandra houstoniana var. anomala (Kunth) Barneby
- Calliandra houstoniana var. calothyrsus (Meissner) Barneby
- Calliandra houstoniana var. colomasensis (Britton & Rose) Barneby

Sinonimia
| - Acacia houstoni (L'Her.) Willd. - Acacia metrosideriflora Schltdl. - Acacia metrosiderifolia Schltdl. - Anneslia alamosensis Britton & Rose - Anneslia etzatlana Britton & Rose - Anneslia falcifolia Salisb. - Anneslia houstoniana (Mill.) Britton & Rose - Anneslia lucens Britton & Rose - Calliandra houstoniana subsp. alamosensis Macqueen & H.M.Hern. - Calliandra houstoniana subsp. stylesii Macqueen & H.M.Hern. - Calliandra houstonii (L'Her.) Benth. - Calliandra lucens (Britton) Standl. - Calliandra metrosideriflora Benth. - Calliandra metrosiderifolia Benth. - Mimosa houstoni L'Her. - Mimosa houstoniana Mill. basónimo - Mimosa houstonii L'Her. |

## Nombre comunes
- Español: Cabellitos de ángel, cabellitos de una vara, cabeza de ángel, canela, coquito, hierba de la canela, pambotano, taguapillo, timbrillo, tepachera, hierba del ángel, barbas de chivo, k'analsin (Campeche), charamusco de Tabasco, flor de sangre, huitote, pambotano, tabardillo, yerba del burro.[1]